# Звенигородский, Андрей Владимирович
Андрей Владимирович Звенигородский (1878—1961) — русский и советский поэт, литературовед.

## Биография
Принадлежал к древнему княжескому роду, восходящему своими корнями к династии Рюриковичей. Отец — Владимир Дмитриевич Звенигородский, Председатель Ардатовской Земской Управы. Мать — Анна Андреевна Звенигородская (в девичестве княжна Енгалычева). Братья и сёстры — Александра Владимировна (1876 г.), Владимир Владимирович (1880), Дмитрий Владимирович (1885), Татьяна Владимировна (1893), Николай Владимирович (1882).
В возрасте 10 лет будущий поэт поступил в Нижегородский дворянский институт Императора Александра II. В январе 1891 года прервал обучение из-за тяжёлой болезни. Перенёс несколько операций на ноге, до конца жизни оставшись хромым. В возрасте 14 лет был повторно зачислен в институт. В 1897 году, не доучившись, по просьбе отца был отчислен из этого учебного заведения и в том же году зачислен в Елатомскую мужскую гимназию.
Продолжая обучаться в Елатомской мужской гимназии, Звенигородский издал первый стихотворный сборник «На память» (1899). В эту брошюрку вошло всего 8 стихотворений.
В 1900 году молодого человека настигает тяжёлый удар — в возрасте 49 лет умирает его мать. Но, тем не менее, в 1901 году Звенигородский поступает на юридический факультет Императорского Московского университета, который оканчивает с дипломом 2-й степени (1906). В 1904 году умирает отец поэта.
Вероятно, не только литературная мода того времени, но и все пережитые несчастья повлияли на общее настроение стихов из второй книги поэта — «Delirium tremens». (1906 г.). Этот сборник, написанный в русле декаданса, пронизывают темы смерти, разрушения и т. д. А. А. Блок и В. Я. Брюсов дали нелестные отзывы об этой книге, указав на мировоззренческую и личностную незрелость автора.
В 1906 г. Звенигородский, окончив обучение в университете, вернулся в Ардатов и взял на себя заботу о родственниках и поместье. Он работал начальником вначале первого, а позднее четвёртого участка Ардатовского уезда. В свободное время продолжал заниматься поэзией, активно интересовался краеведением, особенно П. Я. Чаадаевым. В этот период жизни Звенигородский активно публикует стихи в периодике, также выходит новый сборник его стихотворений — «Sub jove frigido» (1909). Декан историко-филологического факультета Московского университета А. А. Грушка даёт весьма положительный отзыв и об этом сборнике, и о предыдущей книге, решительно не соглашаясь с критикой в адрес молодого поэта.
Начиная с 1910 г. Звенигородский избирается в Нижегородскую Губернскую Управу от Ардатовского уезда. В 1912 г. принимает активное участие в помощи пострадавшим от засухи в Поволжье. В годы Первой мировой войны занимается помощью семьям фронтовиков, организацией лечения раненых. Одновременно продолжает писать, осваивая амплуа литературного критика.
В 1917 г. Звенигородский восторженно принял свержение династии Романовых, посвятив этому событию стихотворение «Свобода лучезарна!». Достаточно скоро он и его ближайшие родственники начали сталкиваться со сложностями, вызванными коренным изменением социальной жизни в обществе, Гражданской войной и разрухой.
В 1923 г. Звенигородского уволили с должности учителя гимназии за то, что он обучал истории на основе трудов Карамзина, Соловьёва, Ключевского. Жизнь поэта становилась всё труднее. Поездки в Москву не приносили никаких материальных и моральных результатов. Материальную поддержку удалось получить только от АРА. С 1924 г. Звенигородский предпринимает неоднократные попытки издать новый сборник — «Чуть на крылах». В итоге сборник, включающий 20 стихотворений, стал существовать в виде нескольких десятков рукописных экземпляров.
Работу найти не удавалось, приходилось продавать вещи и книги. Все родственники жили бедно, помочь никто не мог. В 1924 г. в Петрограде кончил жизнь самоубийством Николай, брат поэта. В 1928 г. от гнойного плеврита умер второй брат, Дмитрий. Дядя поэта, Иван Дмитриевич Звенигородский, в 1931 г. был выслан в Симбирск (с конфискацией имущества), где умер в том же году.
Звенигородский впал в депрессию и стал думать об эмиграции из СССР. От этого шага его удержали любовь к России и забота о тех родственниках, которые не выехали бы за границу.
В начале 30-х годов при поддержке друзей Звенигородскому удалось перебраться в Москву. При помощи М. А. Цявловского он вошёл в состав пушкинской комиссии, а также включился в работу по изданию собрания сочинений Л. Н. Толстого. В сборниках «Вокруг света», «Недра» были опубликованы несколько стихотворений из неизданной книги «Чуть на крылах».
Постепенно, кроме прежних товарищей молодости, у Звенигородского появились новые друзья. Это Г. И. Челпанов (основатель московского психологического института), О. Э. Мандельштам. Он также познакомился с Б. Л. Пастернаком, А. А. Ахматовой.
В 1933 году к нему в Москву переехали обе его сестры — Татьяна и Александра, — а также его 10-летний осиротевший внучатый племянник Александр. Все вместе они жили в крохотной полуподвальной квартире.
Звенигородский дорабатывал свои старые стихи и писал новые. Политической и социальной тематики поэт усиленно избегал, не создав ни строчки против Советской власти, но и ни строчки в её поддержку. Безуспешные попытки издать «Чуть на крылах» не прекращались. Скорее всего, выходу этой книги в первую очередь мешало дворянское происхождение.
Звенигородский активно сотрудничал с издательством «Московский Рабочий» и с «Гослитиздатом». Занимался литературоведением, рецензированием книг. Начиная с конца Великой Отечественной войны Звенигородский новые стихи писал только в свою «Заветную тетрадь», заведённую ещё в 1932 г. Также он постоянно продолжал дорабатывать свои старые стихотворения. В 1958 году принят в члены Союза писателей.
В возрасте 69 лет, в 1947 году, поэт женился на Лидии Самойловне Крыжановской и прожил с ней 14 лет.
Умер в 1961 году. Похоронен на Ваганьковском кладбище (16 уч.).

### Образ А. В. Звенигородского в литературе
Звенигородский стал прототипом Шаргородского в романе В. С. Гроссмана «Жизнь и судьба». Н. Я. Мандельштам во второй книге своих воспоминаний посвятила Звенигородскому главу «Признанный поэт». Л. Н. Мартынов в своих воспоминаниях упоминает о «князе З.».